# Borovnička
Borovnička település Csehországban, Trutnovi járásban. Borovnička Pecka, Dolní Olešnice, Borovnice, Horní Brusnice, Horní Olešnice és Mostek településekkel határos. Lakosainak száma 227 fő (2024. január 1.).

## Népesség
A település lakosságának változását az alábbi diagram mutatja:
| Lakosok száma | 1184 | 1114 | 861  | 528  | 315  | 203  | 195  | 188  | 175  | 227  |
|               | 1869 | 1890 | 1921 | 1950 | 1980 | 2001 | 2017 | 2019 | 2022 | 2024 |